# Nuno José Fulgêncio Agostinho João Nepomuceno de Mendonça e Moura
Nuno José Fulgêncio Agostinho João Nepomuceno de Mendonça e Moura, 6.º conde de Vale de Reis (16 de maio de 1733 — 4 de junho de 1799). 
Exerceu o cargo de Governador e Capitão-general do Reino do Algarve de 1786 a 1795 com sede em Tavira, e debaixo do seu governo foram restaurados os forte de São João da Barra de Tavira e Cacela, foi erigido o Quartel da Atalaia de Tavira, foi criada a Aula de Anatomia e Cirurgia em Tavira, dirigido pelo cirurgião José Gonçalves de Andrade  , e criada a "Aula de Tavira", espécie de aula prática de artilharia e fortificação tendo como lente o engenheiro militar José Sande de Vasconcelos. Finalmente, foi realizado o "Mappa da configuração de todas as praças fortalezas e baterias do Reyno do Algarve"   também pelo mesmo  José Sande de Vasconcelos.   
Foi pai do 8º conde de Vale de Reis e 1º marquês de Loulé Agostinho Domingos José de Mendonça Rolim de Moura Barreto .   